# Shukra

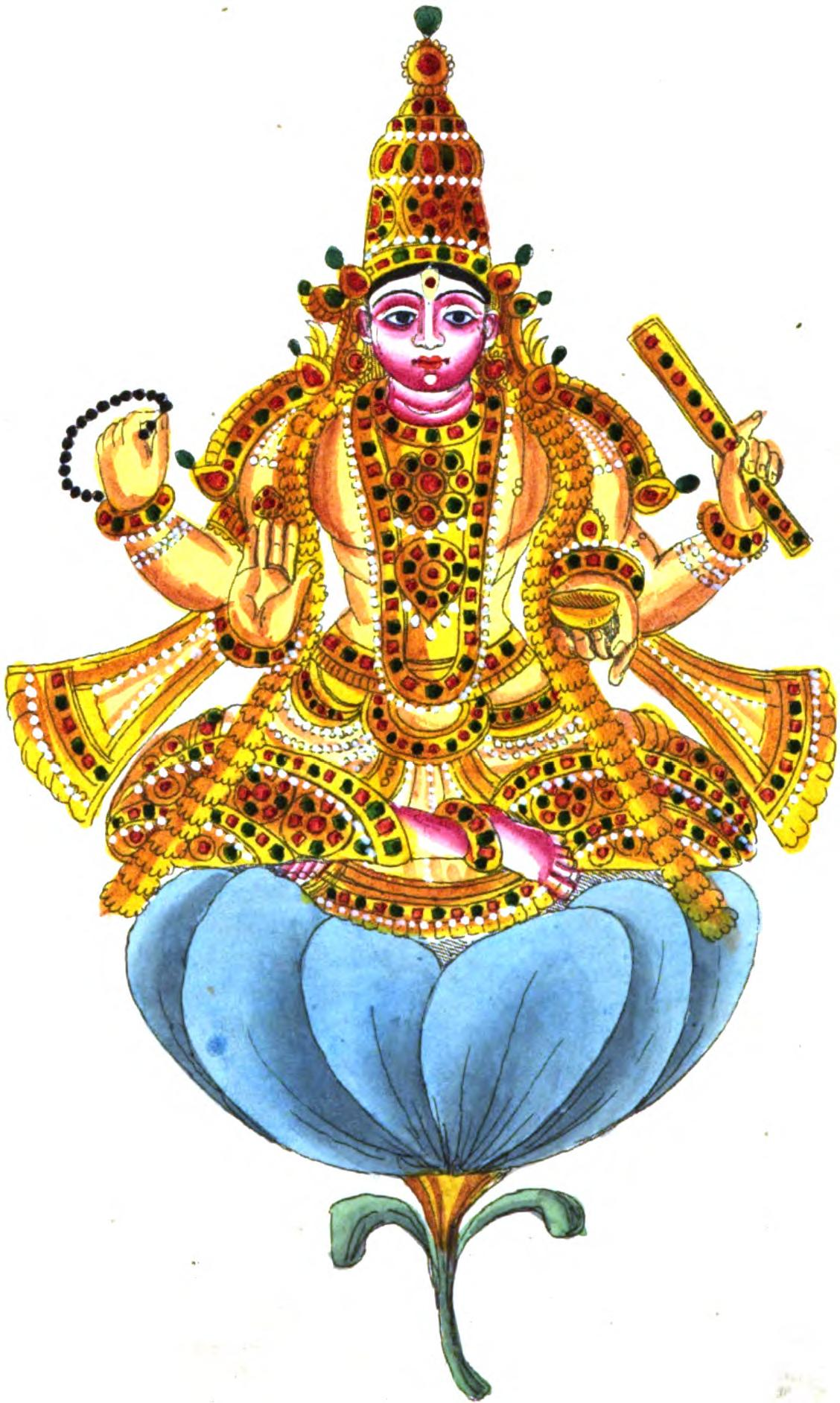
Shukra Graha

Shukra é o nome em Sânscrito de Vênus, um dos Navagrahas. Ele é um planeta masculino para os hindus e nome vem do Guru Shukracharya.
Outro significado de Shukra é sêmen, um dos sete componentes do corpo de acordo com a massagem Ayurvédica.

## Ver Também
- Navagraha